# Pahnāb Maḩalleh
Pahnāb Maḩalleh (persiska: پهناب محله, پَهناب) är en ort i Iran.   Den ligger i provinsen Mazandaran, i den norra delen av landet, 170 km nordost om huvudstaden Teheran. Antalet invånare är 610.
Terrängen runt Pahnāb Maḩalleh är mycket platt, och sluttar norrut. Runt Pahnāb Maḩalleh är det ganska tätbefolkat, med 111 invånare per kvadratkilometer. Närmaste större samhälle är Sari, 13,9 km sydost om Pahnāb Maḩalleh. Trakten runt Pahnāb Maḩalleh består till största delen av jordbruksmark.